# Kamtsjatkamarmot
De kamtsjatkamarmot (Marmota camtschatica)  is een zoogdier uit de familie der eekhoorns (Sciuridae). Het is bovendien de grootste vertegenwoordiger binnen deze familie. De wetenschappelijke naam van de soort werd voor het eerst geldig gepubliceerd door Pallas in 1811.

## Verspreiding
De kamtsjatkamarmot komt voor in de berggebieden van Oost-Siberië, van het Bargoezingebergte oostwaarts tot de monding van de Lena en het Hoogland van Tsjoekotka. In de Jakoetische gebergten komt de soort voor tot op een hoogte van 1.500 meter, op het Kamtsjatkaschiereiland tot circa 1.400 meter en in Transbaikalië tot ongeveer 1.900 meter.

## Torpor
De torpor, een vorm van winterslaap, duurt 250 tot 270 dagen per jaar. De dieren verblijven in hun winterslaapkamers van midden september tot begin mei. Om energie te besparen wordt de lichaamstemperatuur 's nachts verlaagd. Dit fenomeen begint vanaf eind september wanneer de lichaamstemperatuur kan zakken tot 32 à 34 °C. In de eerste helft van oktober zakt de lichaamstemperatuur 's nachts verder tot 13 °C. Dit is het moment dat de werkelijke winterslaap begint en de soort inactief wordt. Ze slapen dan het grootste deel van de dag. De lichaamstemperatuur daalt en stijgt gedurende de winterslaap continu. Op het moment dat de lichaamstemperatuur bijna de 0 °C raakt, laten ze hun lichaamstemperatuur weer iets stijgen. Drie tot vier families, 20 à 30 individuen, houden hun winterslaap samen in één burcht. De burcht heeft een diepte tot aan de permafrost en is in Jakoetië niet dieper dan 120 centimeter. De winterkamer wordt gevuld met gras en de holte wordt met een laag silt bekleed om warmte vast te houden.